# Stančić
 Ovo je glavno značenje pojma Stančić. Za hrvatsko prezime pogledajte Stančić (prezime).
Stančić je naselje u općini Brckovljani u Zagrebačkoj županiji.

## Zemljopis
Naselje je smješteno na lokalnoj cesti Marinovec Zelinski-Gračec, 2 km sjeverno od Brckovljana, odnosno 7 km sjeveroistočno od Dugog Sela na 108 m nadmorske visine. Površina naselja je 3.10 četvornih kilometara.

## Stanovništvo
Po zadnjem popisu stanovništva u naselju je živjelo 738 stanovnika (u broj je uključeno i oko 400 štićenika Centra za rehabilitaciju), u 110 kućanstava. Prosječna gustoća naseljenosti je 238 stanovnika po kvadratnom kilometru. Prosječna godišnja stopa rasta je 0.16% (1991. – 2001.). 
| broj stanovnika | 88    | 80    | 101   | 93    | 120   | 131   | 167   | 143   | 341   | 320   | 527   | 609   | 683   | 776   | 738   | 687   | 545   |
|                 | 1857. | 1869. | 1880. | 1890. | 1900. | 1910. | 1921. | 1931. | 1948. | 1953. | 1961. | 1971. | 1981. | 1991. | 2001. | 2011. | 2021. |

## Povijest
Naselje se prvi puta spominje 1457. godine kao posjed vlastelinstva Božjakovina. Stančić je od 1914. god. sastavni dio poljoprivrednog dobra iz Božjakovine koje u selu uređuje ergelu konja lipicanaca. Ergela je prije drugog svjetskog rata preseljena u Đakovo, a tu se uređuje odjel psihijatrijske bolnice "Vrapče", odnosno od 1955. godine ustanova za liječenje duševno bolesne djece i mladeži.
Danas na tome prostoru djeluje Centar za smještaj i rehabilitaciju, koji je svojevremeno bio najveći centar toga tipa u cijeloj bivšoj Jugoslaviji. Od polovice 19. stoljeća Stančić je u sastavu kotara Dugo Selo, od polovice prošlog stoljeća u općini Dugo Selo, a od 1993. u općini Brckovljani. U selu je postojao i dvorac, od kojega danas ne postoje tragovi, no vidljiva je lijepa crnogorična šuma Borik.

## Gospodarstvo
Gospodarska osnova je poljodjeljstvo, vinogradarstvo i stočarstvo.

## Znamenitosti
- Kurija Stančić, zaštićeno kulturno dobro